# Fortschritt ZT 300
Der Zugtraktor ZT 300 ist ein Schlepper der Zugkraftklasse 20 kN, der von 1967 bis 1984 im Kombinat Fortschritt Landmaschinen – VEB Traktorenwerk Schönebeck (Elbe) hergestellt wurde. Er löste die Traktoren der Famulus-Baureihe ab. Mit ZT 300 wird sowohl das Basisfahrzeug als auch die gesamte darauf basierende Baureihe bezeichnet. Von September 1967 bis Anfang 1984 wurden insgesamt 72.382 Traktoren der ZT-Baureihe gebaut. Ein ZT 303 kostete Anfang der 1980er Jahre 81.000 Mark. Die ZT-300-Baureihe wurde von der ZT-320-Baureihe abgelöst.

## Ausführungen
Den „ZT“, wie er umgangssprachlich meist nur genannt wurde, gab es in mehreren Ausführungen:
- ZT 300: Das Basisfahrzeug
- ZT 303: Wie das Basisfahrzeug, mit zusätzlichem Vorderachsantrieb (gebaut ab 1972, meistgebautes Modell)
- ZT 304: Straßenzugmaschine, ohne Unterlastschaltstufe, Zapfwelle und Arbeitsscheinwerfer, aber mit einfachen Hydraulikanschlüssen (um 1970 gebaut, Stückzahl wird auf 300 bis 400 geschätzt)[2]
- ZT 305: Basierend auf ZT 303, mit Zweikreisbremsanlage und gebremster Vorderachse, standardmäßige Zwillingsbereifung
- ZT 300 GB: Basierend auf dem ZT 300, mit Gleiskettenlaufwerk anstatt Rädern (nur Kleinserie)
- ZT 403: Basierend auf ZT 303, mit stärkerem Motor des Typs 6 VD 14,5/12-1 SRW mit 110 kW (Umbau aus ZT 303)
- ZT 307: Basierend auf ZT 305, mit stärkerem Motor des Typs 6 VD 14,5/12-1 SRW mit 110 kW (nur Prototyp)

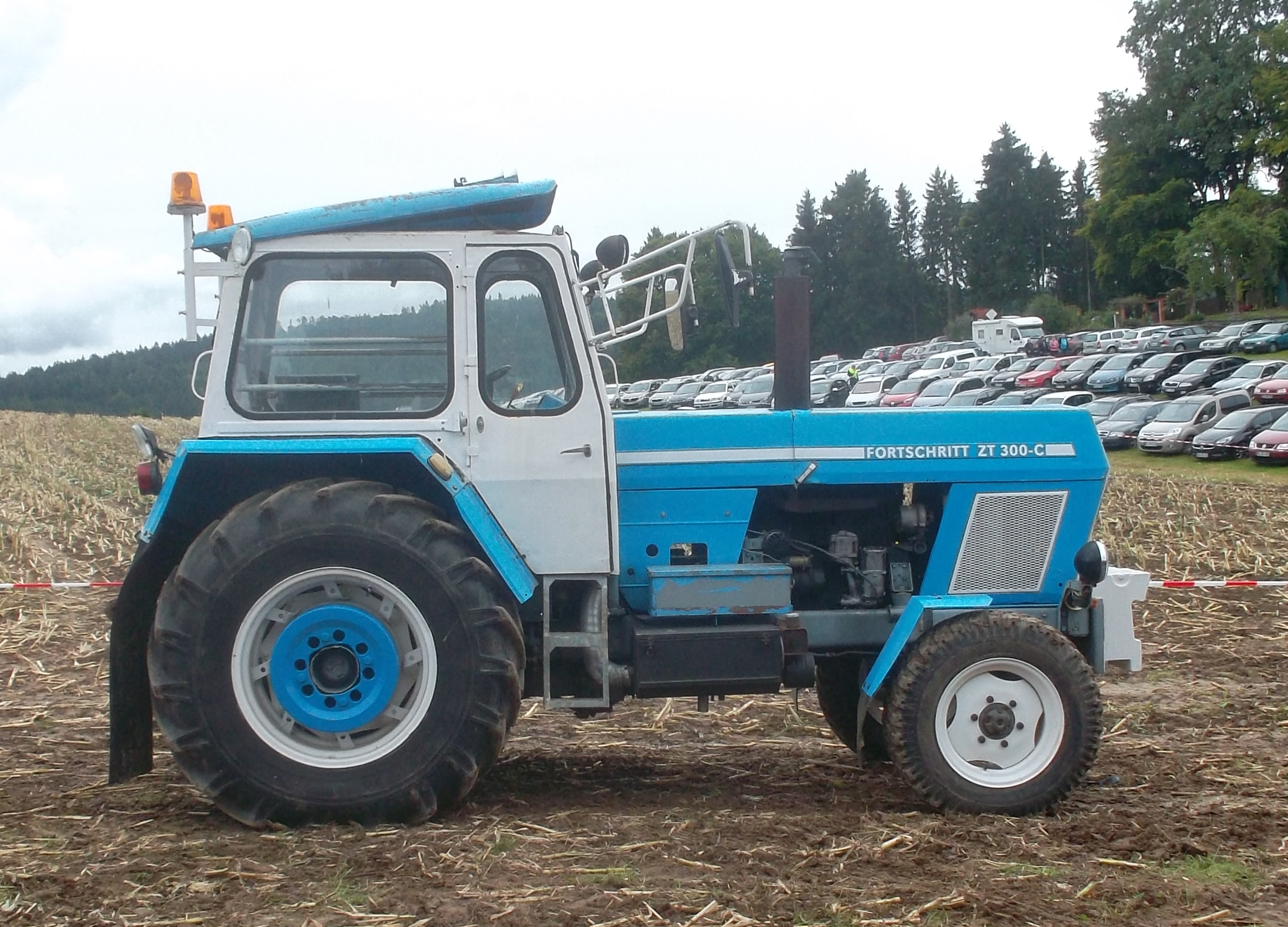
ZT 300-C
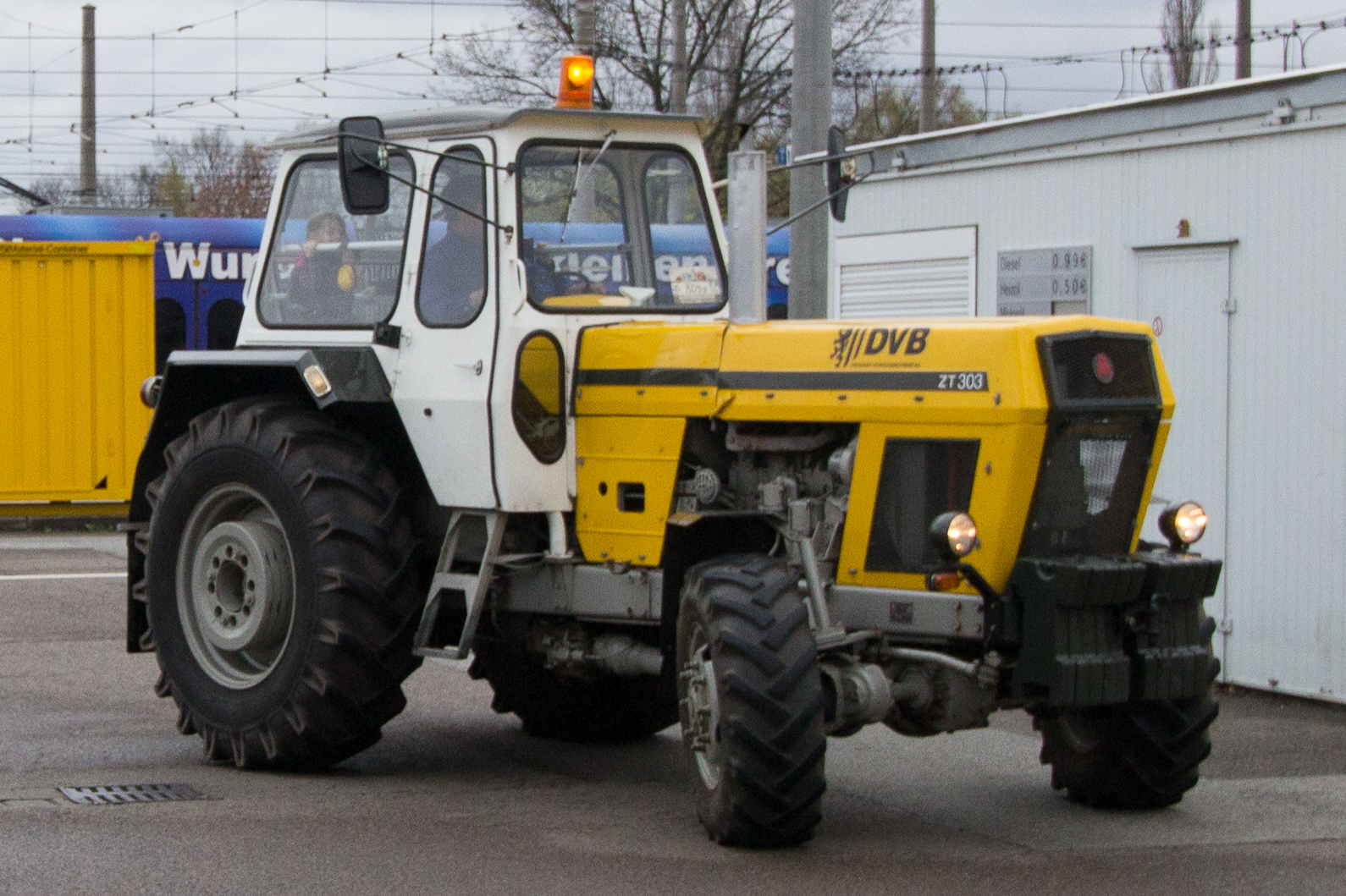
ZT 303
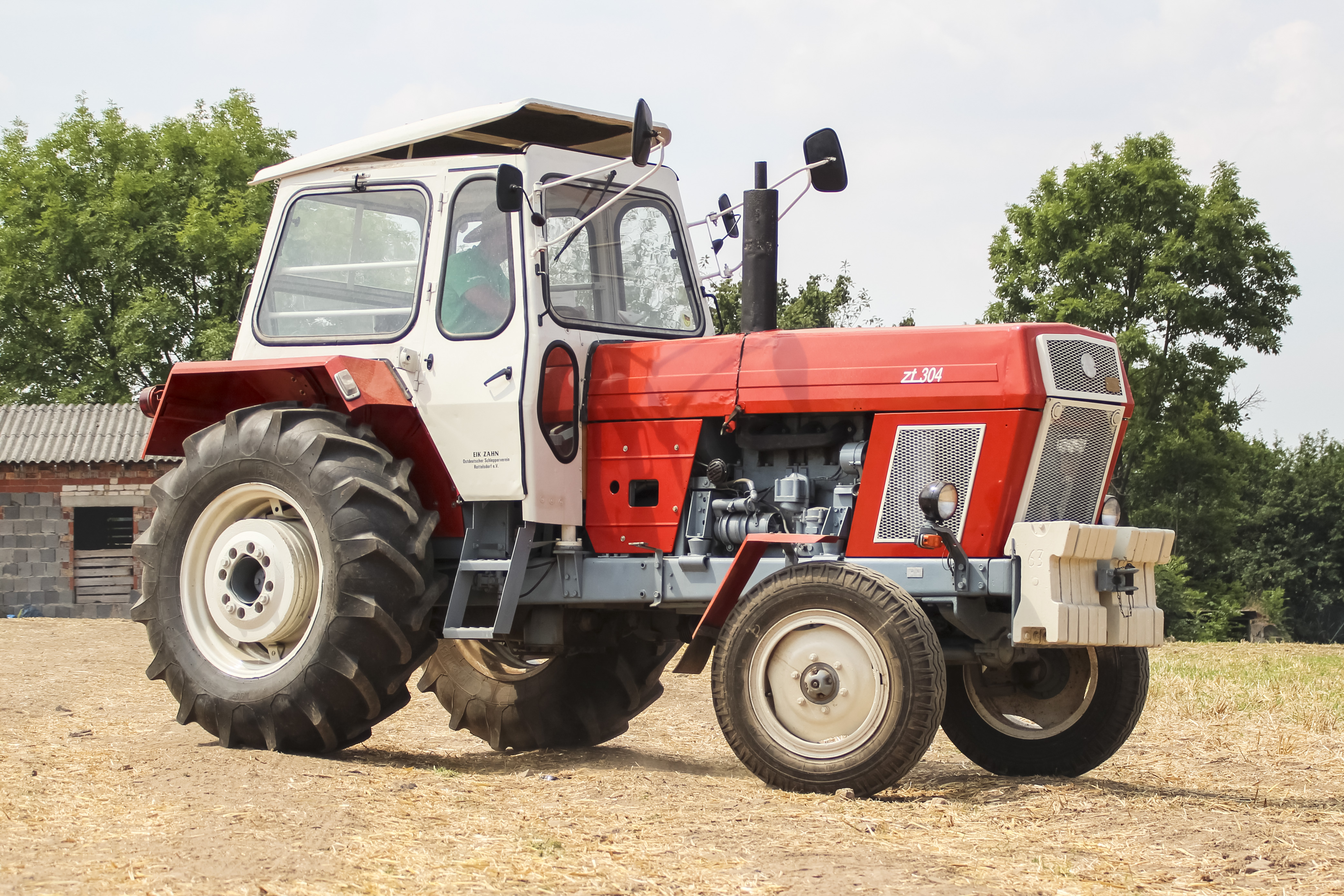
ZT 304
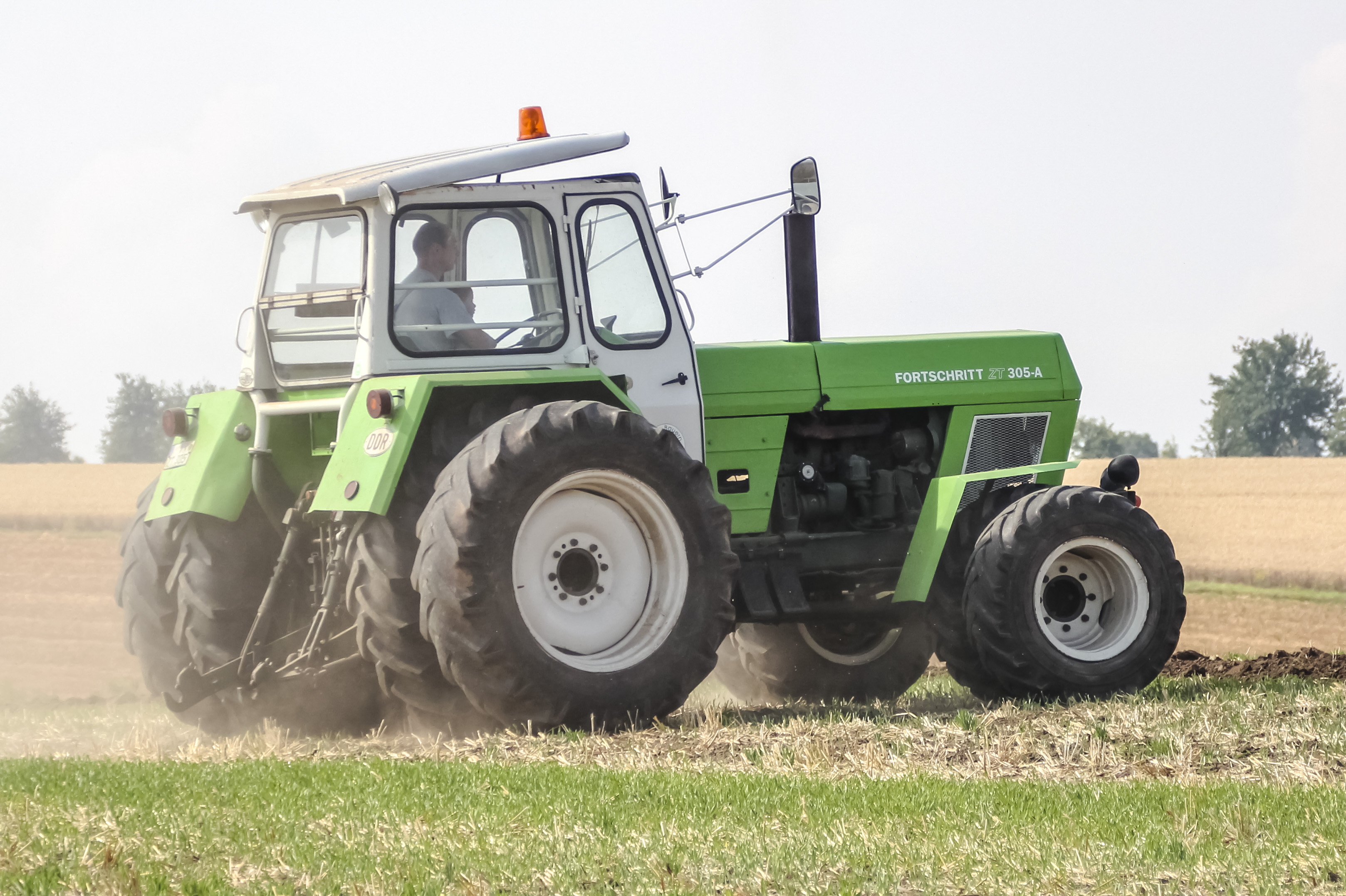
ZT 305-A
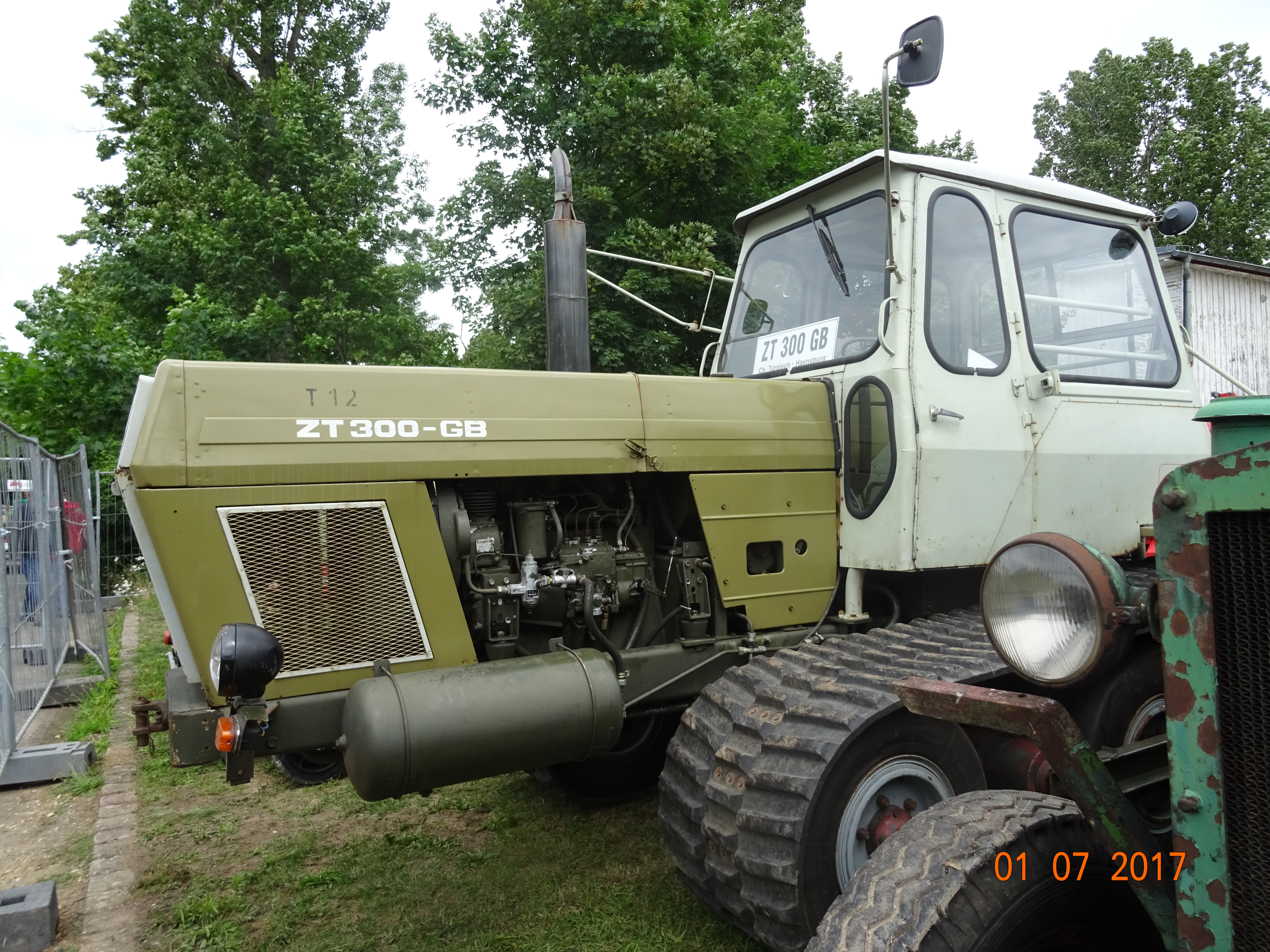
ZT 300 GB
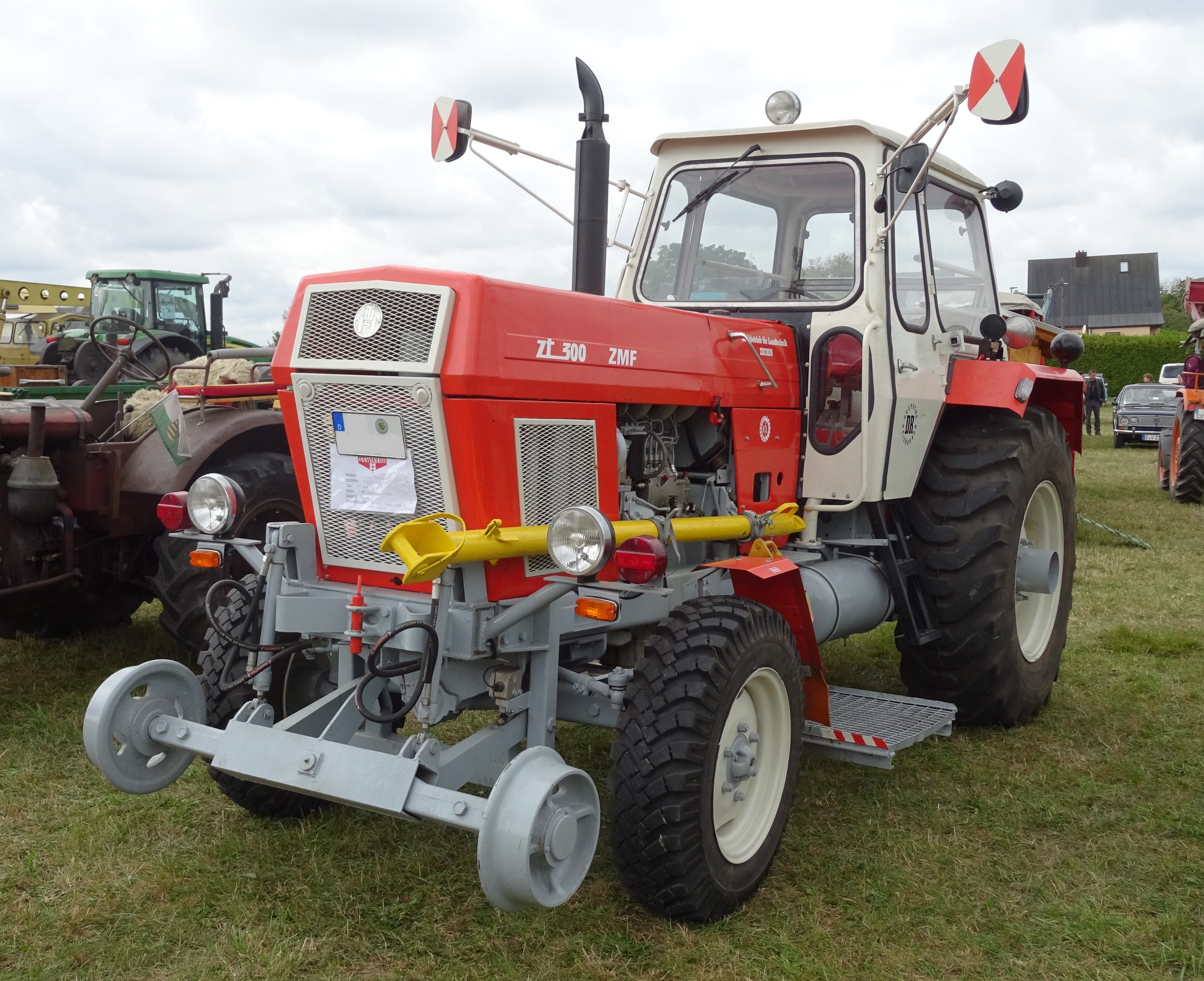
ZT 300 ZMF (Zweiwege-Traktor)

Einige Traktoren wurden zu Zweiwege-Traktoren umgerüstet und als Rangiergeräte vor allem in DDR-Kleinbetrieben mit Eisenbahnanschluss eingesetzt. Sie waren mit den erforderlichen Signaleinrichtungen (Spitzen-, Zugschlusssignal) und hydraulisch absenkbaren Spurkranz-Rädern ausgestattet.

## Technik

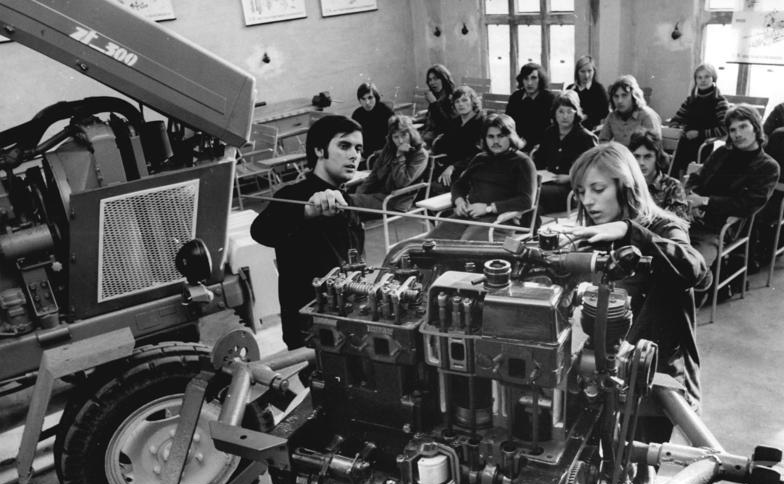
Ausbildung am ZT 300

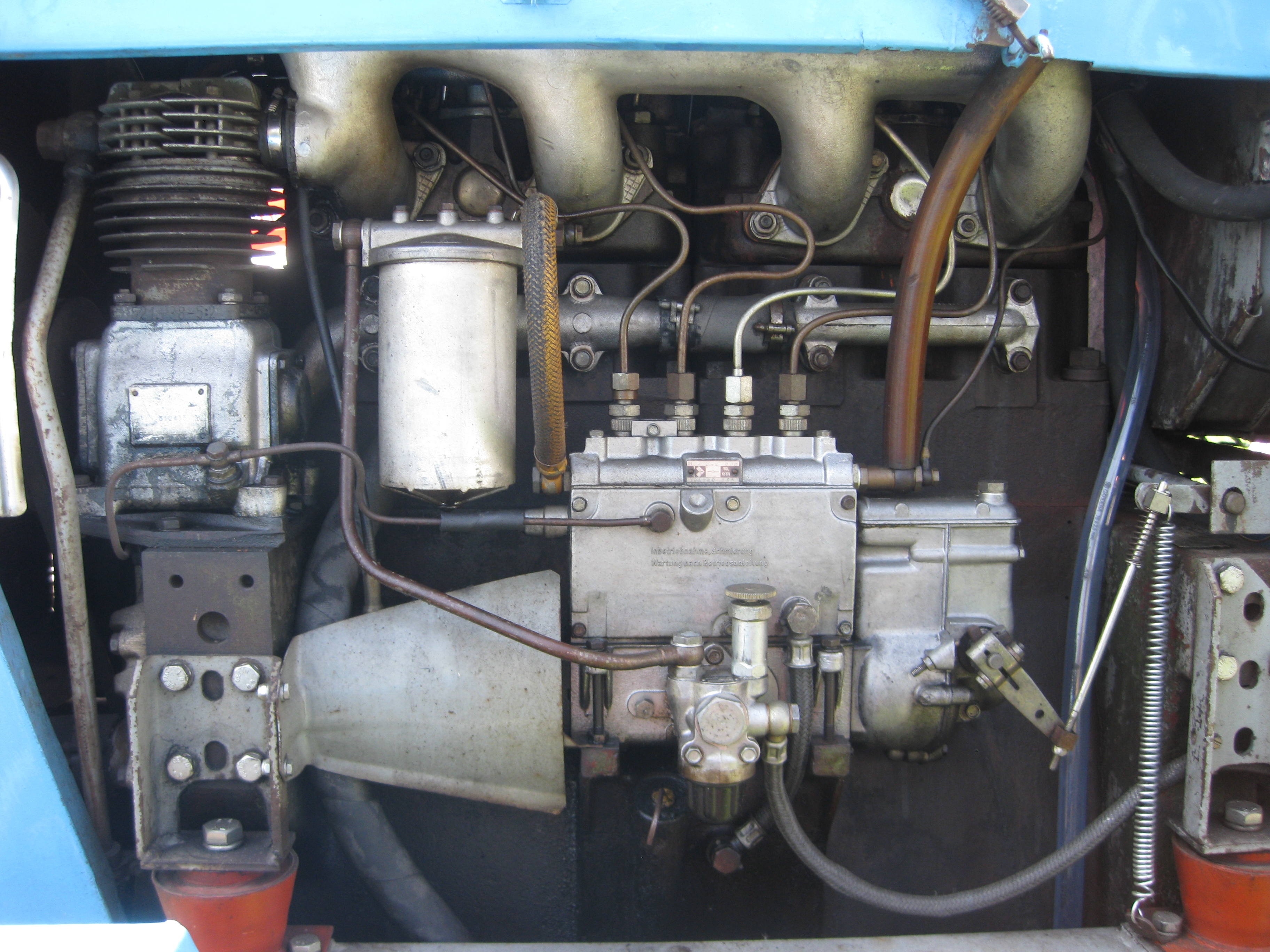
Dieselmotor eines ZT 303

Der ZT 300 ist ein Schlepper in Halbrahmenbauweise. Die Achsen sind starr, die Vorderachse ist als Pendelachse ausgeführt, die Hinterachse ungefedert. Der ZT 300 hat eine Regel- und Krafthydraulik. Der Motor ist ein Reihenvierzylinder-Dieselmotor des Typs 4 VD 14,5/12-1 SRW mit direkter Einspritzung wie im IFA W50. Er hat 6,56 Liter Hubraum und leistete anfangs 66 kW bei 1500/min, die Leistung wurde 1973 auf 68 kW und 1978 nochmals auf 74 kW bei 1800/min erhöht. Das maximale Drehmoment beträgt 422 Nm bei 1350/min, das Minimum des spezifischen Kraftstoffverbrauch von 238 g/kWh liegt bei 1350/min. Für Anbaugeräte stehen ein Dreipunkt-Kraftheber und eine Zapfwelle zur Verfügung. Ab 1974 konnte optional eine Zugkraftverstärkungsvorrichtung (Regelhydraulik) eingebaut werden, die das Anbaugerät hochdrückt, damit dessen Gewicht zur Zugkraftsteigerung stärker auf die Hinterachse wirkt. Die Traktoren der ZT-300-Baureihe haben ein Teillastschaltgetriebe mit drei Gängen, das in drei Gruppen schaltbar ist. Insgesamt stehen sechs Rückwärts- und neun Vorwärtsgänge zur Verfügung, was einen Geschwindigkeitsbereich von 3,1 bis etwa 30 km/h ermöglicht. Die Leistung des Motors wird über die pneumatisch unterstützte Doppelkupplung DK 80 auf das Getriebe übertragen. Mit der zweiten Stufe der Kupplung werden die Zapfwelle(n) und die sogenannte Unterlastschaltstufe zu- oder abgeschaltet. Das Zuschalten der Unterlaststufe und somit die Erhöhung des Drehmoments geschieht, ohne den Kraftfluss auf die Antriebsräder unterbrechen zu müssen. Die Hinterachse hat eine Differenzialsperre. Die Lenkung der ersten Modelle ist eine mechanische Zahnstangenlenkung, die hydraulisch unterstützt wird; spätere Modelle bekamen eine vollhydraulische Lenkung. Alle Schlepper der ZT-300-Reihe haben Innenbackenbremsen an den Hinterrädern. Die Bremse kann auch als Lenkbremse wirken. Die handbetätigte Feststellbremse ist eine auf die Bremstrommeln der Hinterachse wirkende Bandbremse. Die Schlepper dürfen maximal 24 Tonnen Anhängelast ziehen, wobei die Anhänger mit einer Druckluftbremsanlage ausgerüstet sein müssen. Auflaufgebremste Anhänger dürfen mit einer Gesamtmasse von bis zu 12 Tonnen bewegt werden.

### Besonderheiten der Allradtypen
Der Allradantrieb schaltet sich über einen Klemmrollenfreilauf automatisch zu, wenn der Schlupf der Hinterachse einen Sollwert von acht Prozent überschreitet, und ab, wenn er unter sieben Prozent fällt. Die Vorderachse war auch beim Lastwagen IFA W50-LA verbaut und wurde für den Traktor entsprechend modifiziert. Sie kann wie die Hinterachse mit einem Sperrdifferenzial gesperrt werden. Der Typ ZT 305 hatte zusätzlich eine druckluftunterstützte Zweikreisbremsanlage, mit gebremster Vorderachse, größere Reifen vorn und hinten sowie verbreiterte Radkästen und Zwillingsreifen hinten. Er wurde speziell für den Einsatz an Hanglagen mit bis zu 45 % Neigung entwickelt.

## Technische Daten
Gültig für alle Fahrzeuge gebaut ab 1978
|                               | ZT 300 | ZT 304 | ZT 300 GB | ZT 303 | ZT 305 | ZT 403 | ZT 307 | |
| Motor                         | Motor | Motor | Motor | Motor | Motor | Motor | Motor | |
| ----------------------------- | --- | --- | --- | --- | --- | --- | --- | --- |
| Motorbezeichnung              | 4 VD 14,5/12-1 SRW | 4 VD 14,5/12-1 SRW | 4 VD 14,5/12-1 SRW | 4 VD 14,5/12-1 SRW | 4 VD 14,5/12-1 SRW | 6 VD 14,5/12-1 SRW | 6 VD 14,5/12-1 SRW | |
| Motortyp                      | Reihenvierzylinder-Viertakt-Dieselmotor mit Direkteinspritzung                                                        | Reihenvierzylinder-Viertakt-Dieselmotor mit Direkteinspritzung                                                        | Reihenvierzylinder-Viertakt-Dieselmotor mit Direkteinspritzung                                                        | Reihenvierzylinder-Viertakt-Dieselmotor mit Direkteinspritzung                                                        | Reihenvierzylinder-Viertakt-Dieselmotor mit Direkteinspritzung                                                        | Reihensechszylinder-Viertakt-Dieselmotor mit Direkteinspritzung                                                       | Reihensechszylinder-Viertakt-Dieselmotor mit Direkteinspritzung                                                       | |
| Kühlsystem                    | Wasserkühlung mit Pumpenumlauf                                                                                        | Wasserkühlung mit Pumpenumlauf                                                                                        | Wasserkühlung mit Pumpenumlauf                                                                                        | Wasserkühlung mit Pumpenumlauf                                                                                        | Wasserkühlung mit Pumpenumlauf                                                                                        | Wasserkühlung mit Pumpenumlauf                                                                                        | Wasserkühlung mit Pumpenumlauf                                                                                        | |
| Bohrung × Hub                 | 120 × 145 mm | 120 × 145 mm | 120 × 145 mm | 120 × 145 mm | 120 × 145 mm | 120 × 145 mm | 120 × 145 mm | |
| Hubraum                       | 6560 cm³ | 6560 cm³ | 6560 cm³ | 6560 cm³ | 6560 cm³ | 9839 cm³ | 9839 cm³ | |
| Nennleistung                  | 74 kW bei 1800 min−1                                                                                                  | 74 kW bei 1800 min−1                                                                                                  | 74 kW bei 1800 min−1                                                                                                  | 74 kW bei 1800 min−1                                                                                                  | 74 kW bei 1800 min−1                                                                                                  | 110 kW bei 2000 min−1                                                                                                 | 110 kW bei 2000 min−1                                                                                                 | |
| Drehmoment                    | Maximaldrehmoment 422 Nm bei 1350 min−1                                                                               | Maximaldrehmoment 422 Nm bei 1350 min−1                                                                               | Maximaldrehmoment 422 Nm bei 1350 min−1                                                                               | Maximaldrehmoment 422 Nm bei 1350 min−1                                                                               | Maximaldrehmoment 422 Nm bei 1350 min−1                                                                               | Nenndrehmoment 525 Nm bei 2000 min−1                                                                                  | Nenndrehmoment 525 Nm bei 2000 min−1                                                                                  | |
| Treibstoffverbrauch           | 238 g/kWh | 238 g/kWh | 238 g/kWh | 238 g/kWh | 238 g/kWh | ? | ? | |
| Kraftübertragung              | | | | | | | | |
| Kraftübertragung auf          | Hinterachse | Hinterachse | Hinterachse | Hinterachse, ab 6 % Schlupf zusätzlich auf Vorderachse                                                                | Hinterachse, ab 6 % Schlupf zusätzlich auf Vorderachse                                                                | Hinterachse, ab 6 % Schlupf zusätzlich auf Vorderachse                                                                | Hinterachse, ab 6 % Schlupf zusätzlich auf Vorderachse                                                                | |
| Standardbereifung             | vorn: 7.50-20 10 PR hinten: 18.4/15-30 8 PR                                                                           | vorn: 7.50-20 10 PR hinten: 18.4/15-30 8 PR                                                                           | Gleisketten | vorn: 12.5-20 A19 hinten: 18.4/15-30 AS 8 PR                                                                          | vorn: 16-20 AS hinten: 18.4-34 AS 10 PR                                                                               | vorn: 16-20 AS hinten: 23.1/18-26                                                                                     | vorn: 16-20 AS hinten: 23.1/18-26                                                                                     | |
| Kupplung                      | Doppelkupplung DK 80 mit Unterlastschaltstufe                                                                         | Doppelkupplung DK 80 mit Unterlastschaltstufe                                                                         | Doppelkupplung DK 80 mit Unterlastschaltstufe                                                                         | Doppelkupplung DK 80 mit Unterlastschaltstufe                                                                         | Doppelkupplung DK 80 mit Unterlastschaltstufe                                                                         | Doppelkupplung DK 80 mit Unterlastschaltstufe                                                                         | Doppelkupplung DK 80 mit Unterlastschaltstufe                                                                         | |
| Getriebe                      | Teillastschaltgetriebe mit drei Gängen und drei Gruppen, Gruppe I und II reversierbar                                 | Teillastschaltgetriebe mit drei Gängen und drei Gruppen, Gruppe I und II reversierbar                                 | Teillastschaltgetriebe mit drei Gängen und drei Gruppen, Gruppe I und II reversierbar                                 | Teillastschaltgetriebe mit drei Gängen und drei Gruppen, Gruppe I und II reversierbar                                 | Teillastschaltgetriebe mit drei Gängen und drei Gruppen, Gruppe I und II reversierbar                                 | Teillastschaltgetriebe mit drei Gängen und drei Gruppen, Gruppe I und II reversierbar                                 | Teillastschaltgetriebe mit drei Gängen und drei Gruppen, Gruppe I und II reversierbar                                 | |
| Zapfwelle                     | Kupplungsbetätigte Zapfwelle mit 540 min−1 oder 1000 min−1, optionale Front- oder Zwischenzapfwelle                   | keine | Kupplungsbetätigte Zapfwelle mit 540 min−1 oder 1000 min−1, optionale Front- oder Zwischenzapfwelle                   | Kupplungsbetätigte Zapfwelle mit 540 min−1 oder 1000 min−1                                                            | Kupplungsbetätigte Zapfwelle mit 540 min−1 oder 1000 min−1                                                            | Kupplungsbetätigte Zapfwelle mit 540 min−1 oder 1000 min−1                                                            | Kupplungsbetätigte Zapfwelle mit 540 min−1 oder 1000 min−1                                                            | |
| Hydraulik                     | Dreipunktkraftheber mit Regelautomatik, 147 bar Arbeitsdruck, Hubkraft 17,65 kN, Schwenkwinkel 80°                    | nur für Lenkung | Dreipunktkraftheber mit Regelautomatik, 147 bar Arbeitsdruck, Hubkraft 17,65 kN, Schwenkwinkel 80°                    | Dreipunktkraftheber mit Regelautomatik, 147 bar Arbeitsdruck, Hubkraft 17,65 kN, Schwenkwinkel 80°                    | Dreipunktkraftheber mit Regelautomatik, 147 bar Arbeitsdruck, Hubkraft 17,65 kN, Schwenkwinkel 80°                    | Dreipunktkraftheber mit Regelautomatik, 147 bar Arbeitsdruck, Hubkraft 17,65 kN, Schwenkwinkel 80°                    | Dreipunktkraftheber mit Regelautomatik, 147 bar Arbeitsdruck, Hubkraft 17,65 kN, Schwenkwinkel 80°                    | |
| weitere Systeme               | | | | | | | | |
| Bremssystem                   | hintere Innenbackenbremse, hydraulisch betätigt, als Lenkbremse nutzbar                                               | hintere Innenbackenbremse, hydraulisch betätigt, als Lenkbremse nutzbar                                               | Cletrac-Bremse | hintere Innenbackenbremse, hydraulisch betätigt, als Lenkbremse nutzbar                                               | Zweikreisbremssystem, hintere Innenbackenbremse, hydraulisch betätigt, vorn Trommelbremse, Druckluftunterstützung     | hintere Innenbackenbremse, hydraulisch betätigt, als Lenkbremse nutzbar                                               | Zweikreisbremssystem, hydraulisch betätigt, hintere Innenbackenbremse, vorn Trommelbremse, Druckluftunterstützung     | |
| Elektrische Anlage            | 2 × Bleisäureakkumulator 12 V, parallelgeschaltet Schubschraubentriebanlasser, 24 V, 2942 W Lichtmaschine 12 V, 500 W | 2 × Bleisäureakkumulator 12 V, parallelgeschaltet Schubschraubentriebanlasser, 24 V, 2942 W Lichtmaschine 12 V, 500 W | 2 × Bleisäureakkumulator 12 V, parallelgeschaltet Schubschraubentriebanlasser, 24 V, 2942 W Lichtmaschine 12 V, 500 W | 2 × Bleisäureakkumulator 12 V, parallelgeschaltet Schubschraubentriebanlasser, 24 V, 2942 W Lichtmaschine 12 V, 500 W | 2 × Bleisäureakkumulator 12 V, parallelgeschaltet Schubschraubentriebanlasser, 24 V, 2942 W Lichtmaschine 12 V, 500 W | 2 × Bleisäureakkumulator 12 V, parallelgeschaltet Schubschraubentriebanlasser, 24 V, 2942 W Lichtmaschine 12 V, 500 W | 2 × Bleisäureakkumulator 12 V, parallelgeschaltet Schubschraubentriebanlasser, 24 V, 2942 W Lichtmaschine 12 V, 500 W | 2 × Bleisäureakkumulator 12 V, parallelgeschaltet Schubschraubentriebanlasser, 24 V, 2942 W Lichtmaschine 12 V, 500 W |
| Maße und Gewichte             | | | | | | | | |
| Länge                         | 4690 mm | 4690 mm | 4690 mm | 4690 mm | 4690 mm | 4890 mm | 4890 mm | |
| Breite                        | 2020 mm | 2020 mm | 2020 mm | 2020 mm | 3263 mm | 2020 mm | 3263 mm | |
| Höhe                          | Gesamthöhe: 2620 mm                                                                                                   | Gesamthöhe: 2620 mm                                                                                                   | Gesamthöhe: 2620 mm                                                                                                   | Gesamthöhe: 2620 mm                                                                                                   | Gesamthöhe: 2620 mm                                                                                                   | Gesamthöhe: 2620 mm                                                                                                   | Gesamthöhe: 2620 mm                                                                                                   | Gesamthöhe: 2620 mm                                                                                                   |
| Spurweite                     | 1550 / 2000 mm | 1550 / 2000 mm | 2000 mm | 1550 / 2000 mm | 1850 / 2800 mm | 1550 / 2000 mm | 1850 / 2800 mm | |
| Radstand                      | 2800 mm | 2800 mm | kein Radstand | 2800 mm | 2800 mm | 2800 mm | 2800 mm | 2800 mm |
| Bodenfreiheit                 | 460 mm | 460 mm | | 319 mm | 319 mm | 319 mm | 319 mm | |
| Gewicht                       | 4820 kg | 4215 kg | | 5255 kg | 6520 kg | | | |
| Maximal zulässige Anhängelast | 24 t | 24 t | 24 t | 24 t | 24 t | 24 t | 24 t | 24 t |

### Geschwindigkeiten vor- und rückwärts
| Fahrgeschwindigkeiten in km/h (bei Motordrehzahl 1800−1) | Fahrgeschwindigkeiten in km/h (bei Motordrehzahl 1800−1) | Fahrgeschwindigkeiten in km/h (bei Motordrehzahl 1800−1) | Fahrgeschwindigkeiten in km/h (bei Motordrehzahl 1800−1) | Fahrgeschwindigkeiten in km/h (bei Motordrehzahl 1800−1) |
| Gruppe – Gang                                            | vorwärts                                                 | vorwärts                                                 | rückwärts                                                | rückwärts                                                |
| Gruppe – Gang                                            | ZT 300                                                   | ZT 303                                                   | ZT 300                                                   | ZT 303                                                   |
| -------------------------------------------------------- | -------------------------------------------------------- | -------------------------------------------------------- | -------------------------------------------------------- | -------------------------------------------------------- |
| Gruppe I II– 2. Gang                                     | 4,77                                                     | 4,70                                                     | 4,93                                                     | 4,86                                                     |
| Gruppe I II– 3. Gang                                     | 7,55                                                     | 7,45                                                     | 7,81                                                     | 7,71                                                     |
| Gruppe II I– 1. Gang                                     | 3,80                                                     | 3,76                                                     | 3,93                                                     | 3,88                                                     |
| Gruppe II I– 2. Gang                                     | 5,94                                                     | 5,86                                                     | 6,14                                                     | 6,06                                                     |
| Gruppe II I– 3. Gang                                     | 9,90                                                     | 9,27                                                     | 9,72                                                     | 9,59                                                     |
| Gruppe III – 1. Gang                                     | 11,67                                                    | 11,67                                                    | –                                                        | –                                                        |
| Gruppe III – 2. Gang                                     | 18,19                                                    | 18,19                                                    | –                                                        | –                                                        |
| Gruppe III – 3. Gang                                     | 28,84                                                    | 28,84                                                    | –                                                        | –                                                        |

### Lackierung
Die Traktoren der Fortschritt-ZT-300-Baureihe gab es in vier möglichen Farbkombinationen:
- Blutorange/Grauweiß/Fehgrau
- Himmelblau/Grauweiß/Fehgrau
- Sienagrün/Grauweiß/Fehgrau
- TGL 21196 Chlorbunagrün

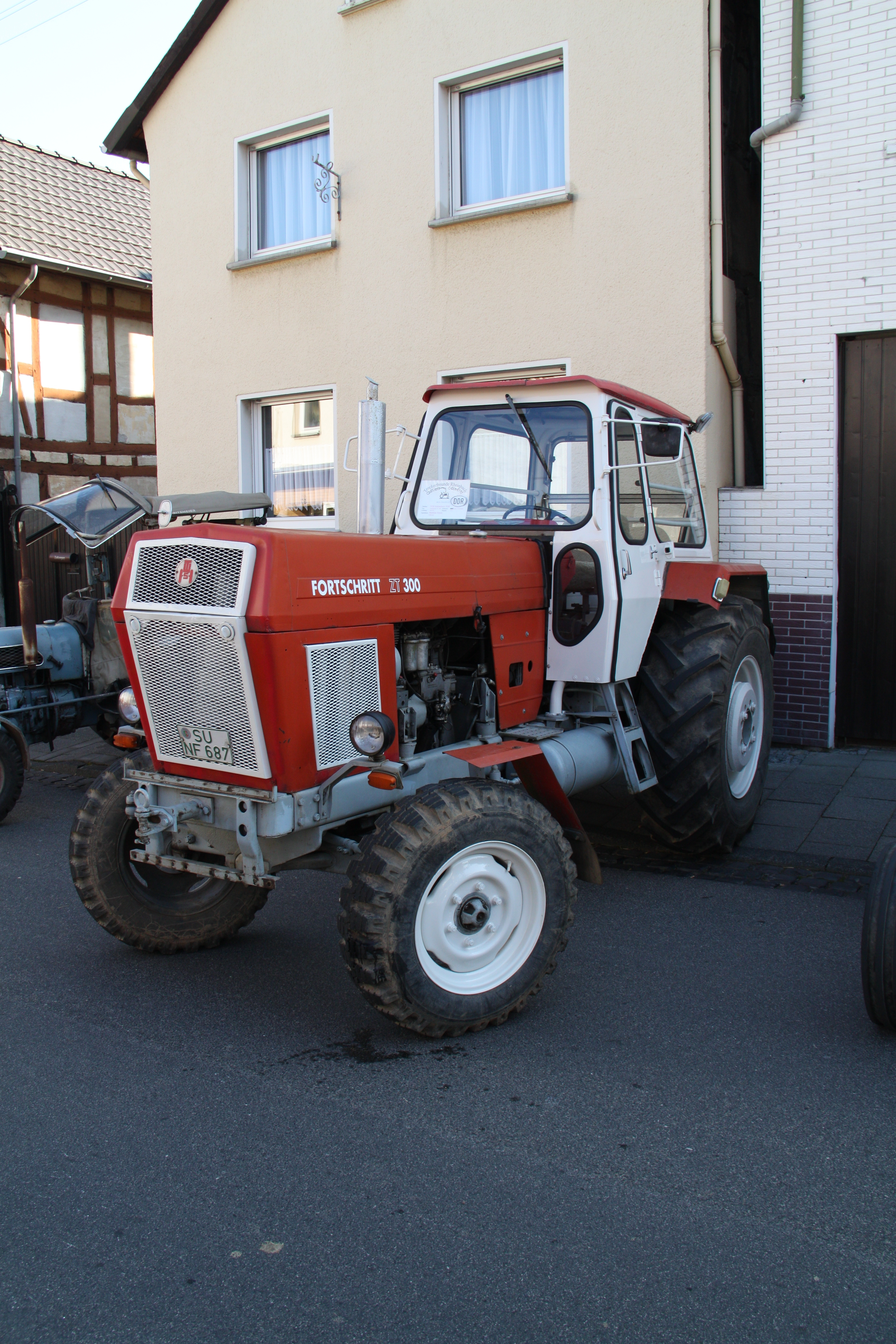
ZT 300 in Blutorange
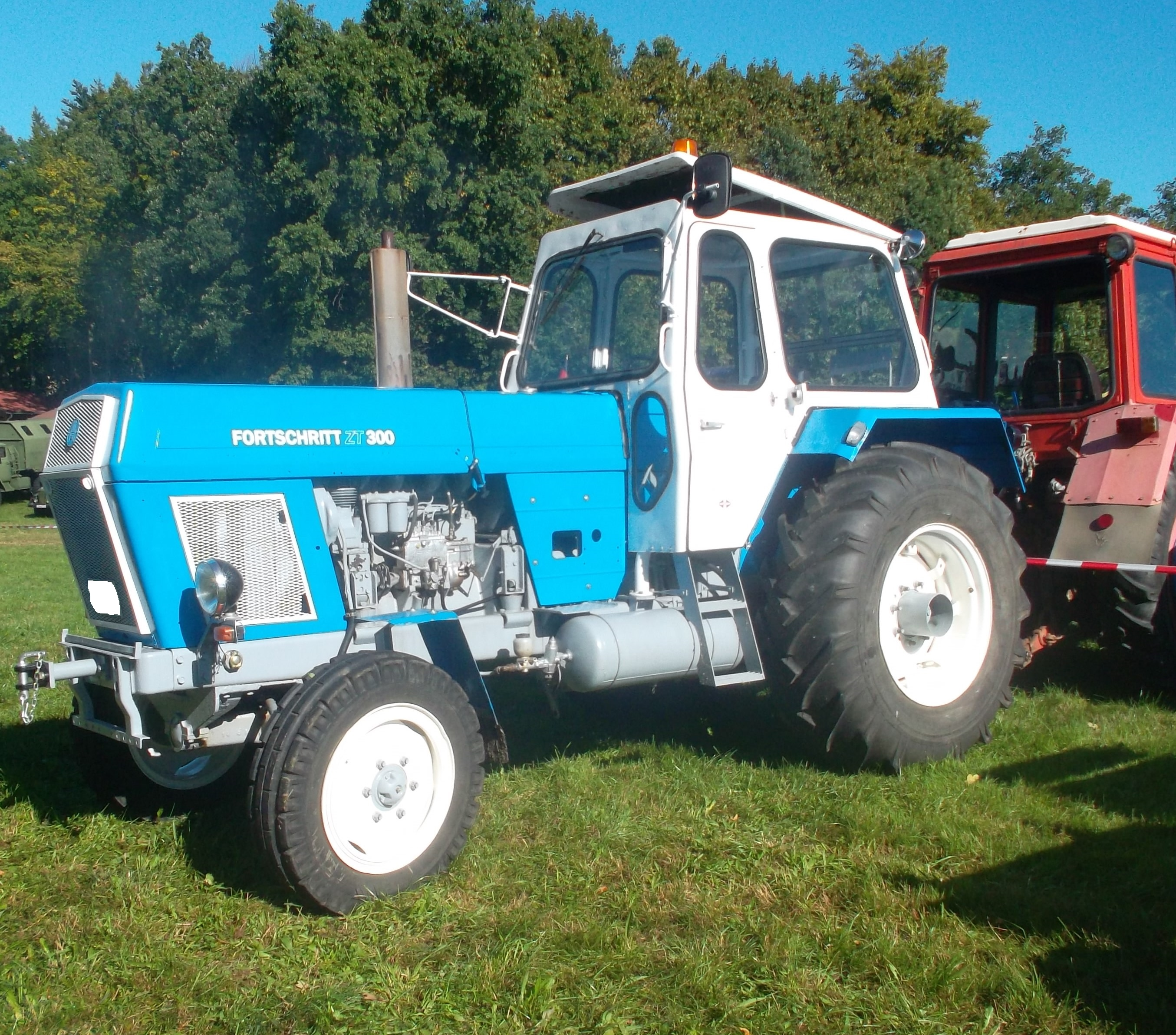
ZT 300 in Himmelblau
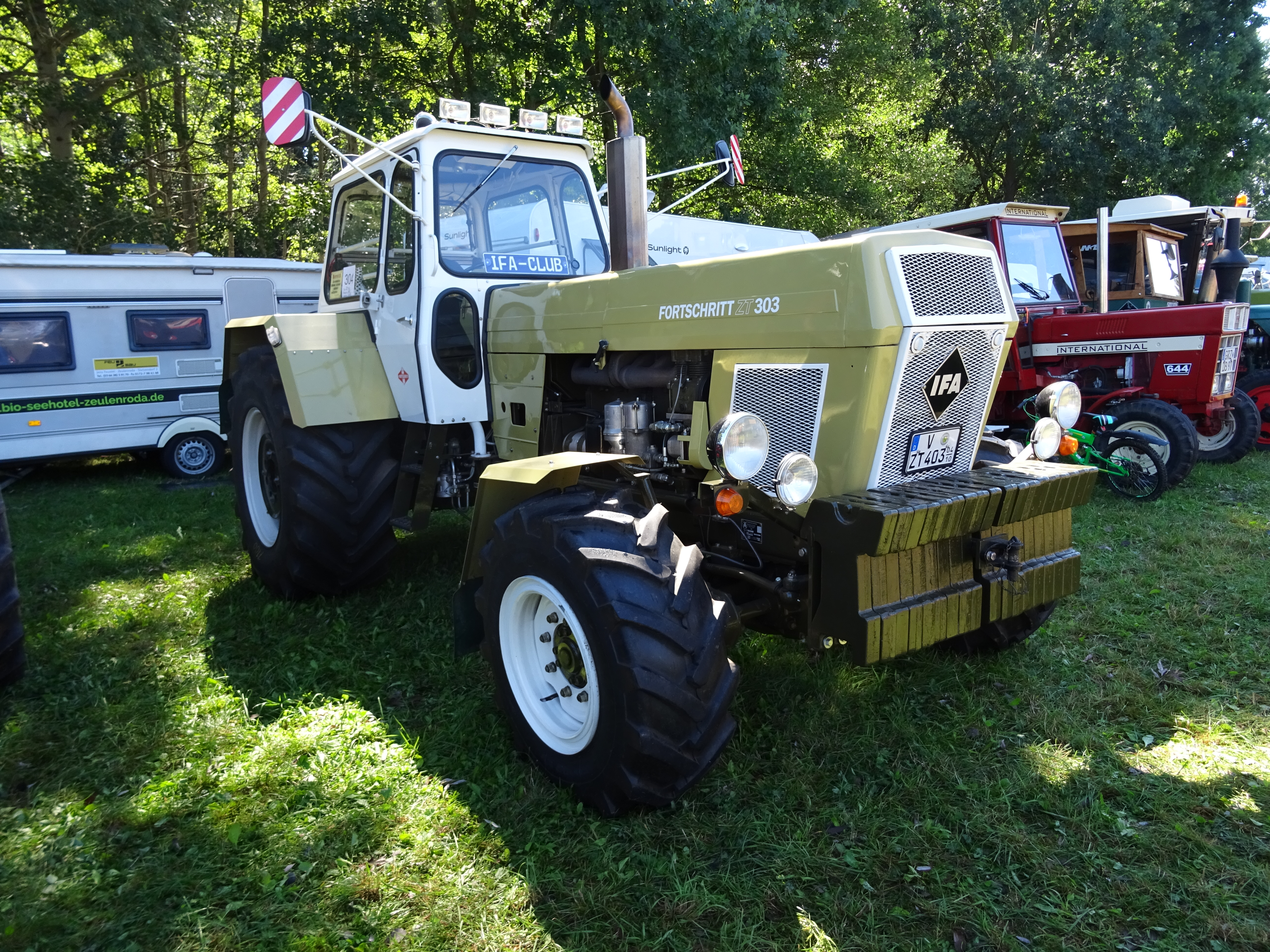
Umgebauter ZT 303 in Sienagrün
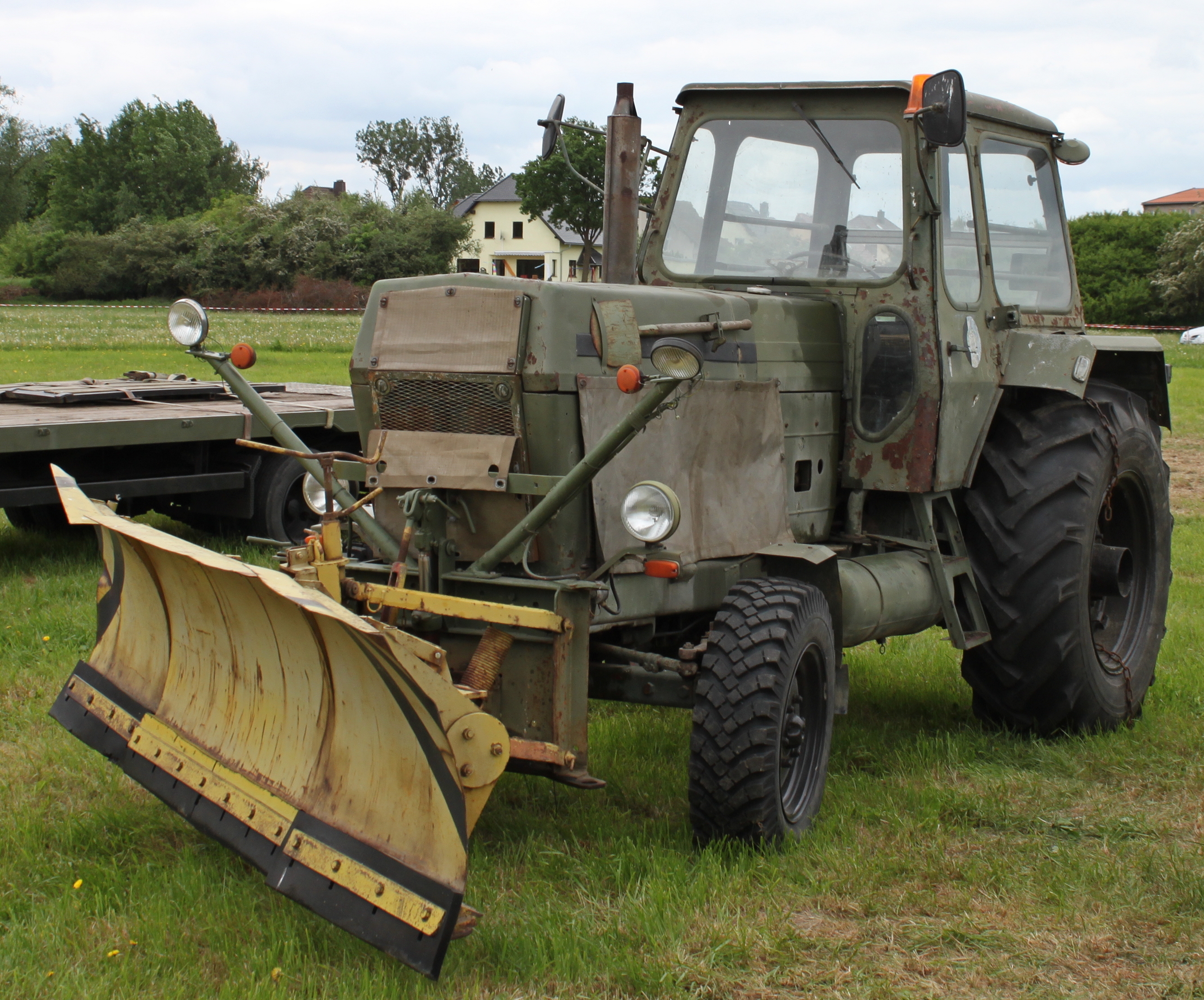
ZT 300 der NVA in Chlorbunagrün